# Hartlaub-bülbül
A Hartlaub-bülbül (Chlorocichla simplex) a verébalakúak (Passeriformes) rendjébe, ezen belül a bülbülfélék (Pycnonotidae) családjába tartozó faj.

## Rendszerezése
A fajt Gustav Hartlaub német ornitológus írta le 1855-ben, a Trichophorus nembe Trichophorus simplex néven.

## Előfordulása
Afrika középső részén, Angola, Benin, Bissau-Guinea, Dél-Szudán,Egyenlítői-Guinea, Elefántcsontpart, Gabon, Ghána, Guinea, Kamerun, a Kongói Demokratikus Köztársaság, a Kongói Köztársaság, a Közép-afrikai Köztársaság, Libéria, Nigéria, Sierra Leone, Szudán, Togo és Uganda területén honos. 
Természetes élőhelyei a szubtrópusi vagy trópusi síkvidéki esőerdők, szavannák és cserjések, valamint szántóföldek. Állandó, nem vonuló faj.

## Megjelenése
Testhossza 21 centiméter, a hím 41–54,5 gramm, a tojó 40–49 gramm.

## Életmódja
Gyümölcsökkel, magvakkal és rovarokkal táplálkozik.

## Természetvédelmi helyzete
Az elterjedési területe rendkívül nagy, egyedszáma pedig stabil. A Természetvédelmi Világszövetség Vörös listáján nem veszélyeztetett fajként szerepel.